# Den Store Danske Encyklopædi

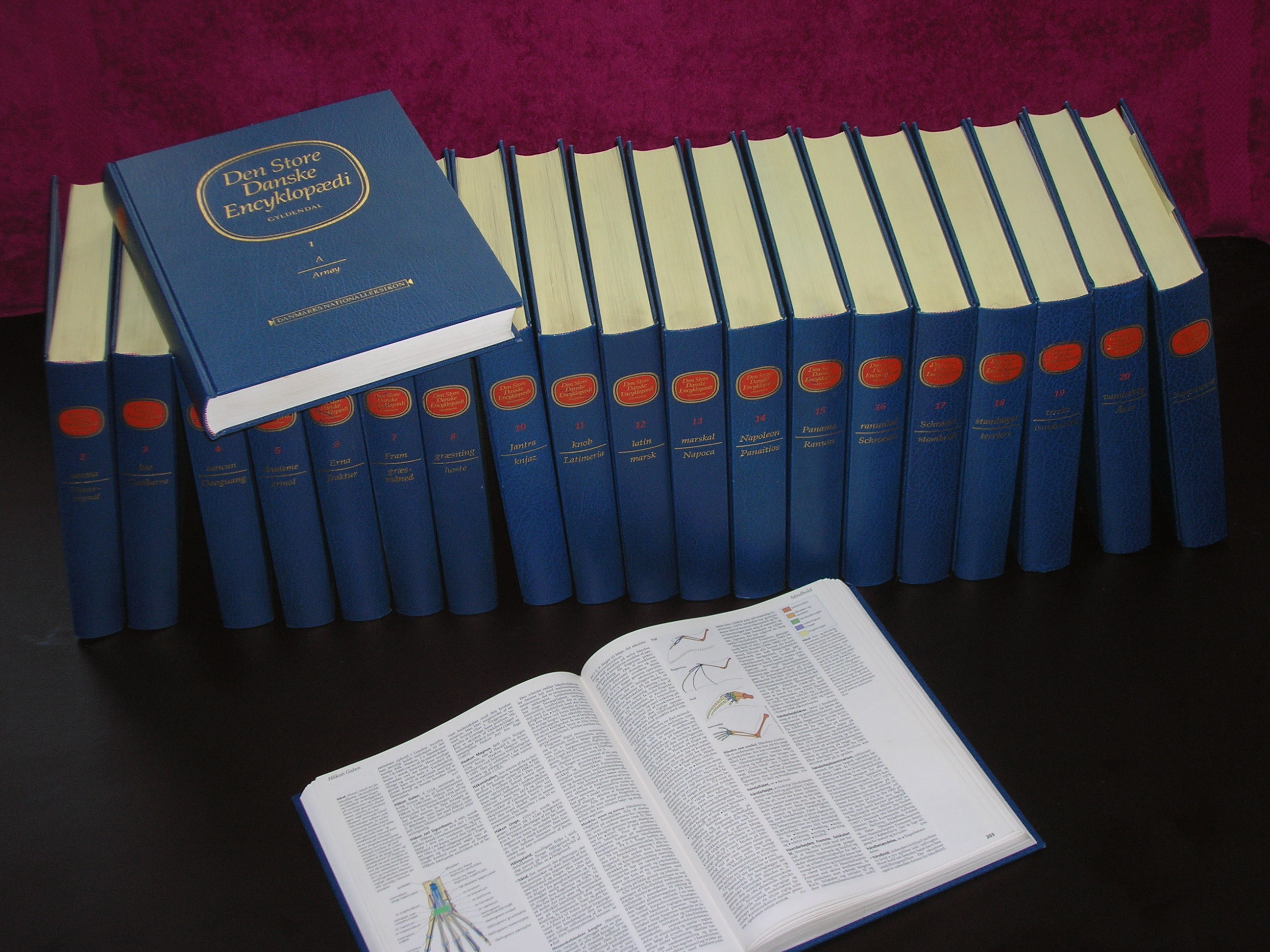
Den Store Danske Encyklopædi

Den Store Danske Encyklopædi (Die große Dänische Enzyklopädie) ist die mit insgesamt 23 Bänden umfassendste gedruckte zeitgenössische Enzyklopädie in dänischer Sprache. Sie besteht aus den 20 zwischen 1994 und 2001 veröffentlichten Bänden, einem 2002 veröffentlichten Anhang sowie zwei Index-Verzeichnissen und enthält 115.000 Artikel. Die Enzyklopädie wurde von 4.000 akademischen Mitarbeitern erstellt und erhob den Anspruch einer dänischen Nationalenzyklopädie.

## Geschichte
Die Bände wurden von Danmarks Nationalleksikon A/S herausgegeben, die als Tochterunternehmen des Verlagshauses Gyldendal nur zu diesem Zwecke gegründet worden war. Dieses orientierte sich bei der Erstellung an der schwedischen Nationalencyklopedin. Insgesamt wurden 35.000 Einheiten abgesetzt. 2004 erschien das Werk auf CD-ROM, zunächst nur in einer Version für Microsoft Windows, eine Version für Mac OS wurde 2005 auf den Markt gebracht.

## Onlineangebot
Seit Februar 2009 ist die Enzyklopädie als Den Store Danske online verfügbar. Sie basiert auf Wiki-Software und ist kostenfrei nutzbar. Die bereits in der Original-Enzyklopädie enthaltenen Artikel dürfen für die nichtkommerzielle Nutzung frei verwendet werden, von den Nutzern können zudem auch neue Artikel erstellt und aktualisiert werden. Alle Beiträge werden von einer Redaktion, unterstützt von externen Fachleuten, überprüft und gegebenenfalls verändert, um in allen Artikeln ein hohes fachliches Niveau sicherzustellen.
2011–2014 wurde Den Store Danske um zehn Fachwerke erweitert, u. a. Dansk biografisk leksikon, Danmarkshistorien und Naturen i Danmark. Den Store Danske enthielt im Sommer 2015 rund 196.500 Artikel und ist damit im Vergleich zur dänischsprachigen Wikipedia mit rund 270.000 Artikeln (Stand: September 2021) etwas kleiner als das konkurrierende Online-Lexikon, dessen Inhalte unter freien Lizenzen stehen. Im März 2025 umfasste das Nationalleksikon bereits 245.000 Artikel.
Das Online-Lexikon wird aktuell als Lex - Danmarks Nationalleksikon bezeichnet. Die Benutzeroberfläche ähnelt sehr jener des norwegischen Pendants Store norske leksikon.